# Giovonnie Samuels
Giovonnie Lavette Samuels (San Diego, 10 novembre 1985) è un'attrice statunitense, conosciuta per aver interpretato Nia Moseby in Zack e Cody al Grand Hotel.

## Carriera
Giovonnie Samuels è apparsa nel 2001 in All That, intanto diventa una delle attrici più presenti accanto a Jamie Lynn Spears. Giovonnie appare anche in un episodio di Raven nel ruolo di Betty Jane. È apparsa anche in Boston Public.
Samuels ha anche partecipato a spettacoli di Bill Cosby. Nel 2006 è apparsa nel film Ragazze nel pallone - Tutto o niente. Inoltre è apparsa anche nel videoclip di Raven Symone Blackflip e nel film del 2007 Freedom Writers. Nel luglio 2007 ha cominciato ad apparire nel ruolo di Nia nella serie Zack e Cody al Grand Hotel, nipote di Marion Moseby, Giovonnie è la sostituta di Ashley Tisdale che è stata assente per fare le riprese di High School Musical 2. Ultimamente ha suonato con Gary Coleman nella produzione "Teatro di San Diego Avenue Q".

## Filmografia

### Cinema
- Dinner for one, regia di Andrew Stanfield – cortometraggio (2005)
- Be the Man, regia di Matthew Jones – cortometraggio (2006)
- Ragazze nel pallone - Tutto o niente (Bring It On: All or Nothing), regia di Steve Rash (2006)
- Freedom Writers, regia di Richard LaGravenese (2007)
- Choices , regia di Matthew Jones – cortometraggio (2008)
- Harbinger Down - Terrore tra i ghiacci (Harbinger Down), regia di Alec Gillis (2015)

### Televisione
- Boston Public – serie TV, episodio 1x18 (2001)
- All That – serie TV, 24 episodi (2000-2004)
- Christmas at Water's Edge, regia di Lee Davis – film TV (2004)
- Fatherhood – serie TV, 26 episodi (2004-2005)
- Raven – serie TV, episodi 3x28-3x29 (2005)
- Zack e Cody al Grand Hotel (The Suite Life of Zack & Cody) – serie TV, 7 episodi (2007-2008)
- Mr. Box Office – serie TV, 23 episodi (2012-2013)
- Monday Afternoon Live – serie TV, 3 episodi (2014)
- Henry Danger – serie TV, episodio 4x17 (2018)
- Cooking Up Christmas, regia di Roger M. Bobb – film TV (2020)

## Doppiatrici italiane
- Perla Liberatori in Ragazze nel pallone - Tutto o niente
- Domitilla D'Amico in Zack e Cody al Grand Hotel